# Dan Pavel
Dan Pavel (n. 30 iulie 1958, Cluj, România) este un scriitor, ziarist, filozof și politolog român.

## Educație și activitate profesională
Este absolvent al Liceului „Mihai Viteazul” din București (1977). Licențiat al Facultății de Istorie-Filosofie de la Universitatea București (1982), cu teza Ontologie și logică în dialogul „Parmenide” de Platon (conducător prof. univ. dr. Gh. Vlăduțescu). Obține titlul de doctor în filosofie al  Universității București, în 1998, cu teza Teodiceea anselmiană, teodiceea  thomistă. O cercetare comparată (conducător științific prof. univ. dr. Gh. Vlăduțescu, membru corespondent al Academiei Române).
La terminarea facultății, în 1982, face parte din generația afectată de decretul ceaușist care închidea primele 15 orașe ale țării absolvenților de învățămînt superior. Între 1982 și 1985, face naveta la Florești-Stoenești, județul Giurgiu, unde predă istorie și științe sociale. În perioda 1985-1986 a lucrat la Uniunea Asociațiilor Studenților Comuniști din România (UASCR), unde a fost coleg (printre alții) cu George Copos și Ioan Rus. În perioada 1986-1989 a fost redactor al revistelor Viața studențeasă și Amfiteatru.
În ianuarie 1990, a fost unul dintre fondatorii  Revistei 22 (redactor-șef Stelian Tănase), editată de Grupul pentru Dialog Social, unde a fost redactor-șef adjunct pînă în noiembrie 1992. În această perioadă a primit o bursă de studii în jurnalism din partea United States Information Agency, administrată de Center for Foreign Journalism. A fost într-un internship la săptîmânalul de opinie politică și culturală The New Republic din Washington.
În 1992, împreună cu Stelian Tănase, fondează prima revistă de științe politice din România, lunarul Sfera politicii, unde este redactor-șef adjunct pînă în 1995. În 1993, împreună cu sociologul Călin Anastasiu, fondează trimestrialul de științe politice Polis, unde este redactor-șef adjunct pînă în 1995.
În 1994, ocupă prin concurs poziția de lector universitar la Facultatea de Istorie-Filosofie a Universității „Babeș-Bolyai” din Cluj, secția științe politice. Împreună cu Emil Boc, Vasile Pușcaș și Vasile Boari alcătuiește un grup de inițiativă care în 1995 creează prima facultate de științe politice din România, Facultatea de Jurnalism și Științe Politice a Universității „Babeș-Bolyai” din Cluj. Din 1997 devine lector, apoi conferențiar universitar la Facultatea de Științe Politice de la Universitatea din București.
Desfășoară în prezent o bogată activitate de editorialist.

## Activitate politică
A intrat în Partidul Comunist Român în 1982.
Pe 21 decembrie 1989, împreună cu prietenul său Stelian Tănase, a fost prezent la baricada de la Hotel Intercontinental, pînă la înlăturarea acesteia de către forțele de represiune. Pe 22 decembrie 1989 a fost printre primii care au intrat în clădirea Comitetului Central al PCR, după fuga cu elicopterul a lui Nicolae Ceaușescu. A refuzat mereu să își ia certificat de revoluționar, motivînd că suprema recompensă pentru un revoluționar este doborîrea regimului politic contestat și că nici în Revoluția franceză, nici în Revoluția bolșevică nu s-au cerut și nu s-au dat certificate de revoluționar. În 2003, Dan Pavel a fost printre fondatorii Asociației Revoluționarilor Fără Privilegii, o asociație din București formată din luptători în revoluția română din 1989 care nu au beneficiat și nu doresc să beneficieze de privilegiile oferite de legislația română (Legea 42/1990, ulterior Legea 341/2004 - Legea recunoștinței față de eroii-martiri și luptătorii care au contribuit la victoria Revoluției române din decembrie 1989). Președintele ARFP este Radu Filipescu; vicepreședinți au fost Ion Caramitru și Dan Pavel; printre membri cunoscuți se numără Marius Oprea, Victor Rebengiuc, Stelian Tănase, Brîndușa Armanca, Cornel Mihalache.
În anul 2007, înființează firma de consultanță, DDHM Strategic Consulting Group, împreună cu Cosmin Dima, Bogdan Dima și Iulia Huiu. În perioada 2007-2009 a fost unul dintre strategii PNL în alegerile europarlamentare, locale și parlamentare. Una dintre cele mai importante analize elaborate de firma condusă de Dan Pavel a fost cea privind proiectul alianței PNL-PSD prin care recomanda la acea vreme șefului PNL, Călin Popescu-Tăriceanu, neasocierea cu acest partid.

## Varia
Dan Pavel este membru al Uniunii Scriitorilor din România. Sub aspect religios aparține Bisericii Române Unite cu Roma, Greco-Catolică.
Are trei copii; este căsătorit cu Gina Pavel, cu care are doi copii: Sonia Maria Pavel, absolventă a Brandeis University, Ph. D. la Massachusetts Institute of Technology, SUA; și Andrei Bogdan Pavel, absolvent al University of Essex, Marea Britanie.

### Cărți publicate
Își face debutul editorial în 1990 cu Bibliopolis. Eseu asupra metamorfozelor cărții. După cum povestește autorul, cartea a fost predată editurii în 1988, dar a fost cenzurată de Consiliul Culturii și Educației Socialiste și nu a putut apărea decît după prăbușirea regimului comunist. În volum susține teza că toată istoria culturii universale este o istorie a cărții, a cărților.
- Bibliopolis. Eseu asupra metamorfozelor cărții, București, Editura Cartea Românească, 1990.
- Etica lui Adam. Sau de ce rescriem istoria, București, Editura DU Style, 1995.
- Leviathanul bizantin, Iași, Editura Polirom, 1999.
- Cine, ce și de ce?. Interviuri despre politică și alte tabuuri, Iași, Editura Polirom, 1999.
- „Nu putem reuși decît împreună!”. O istorie analitică a Convenției Democratice (1989-2000), Iași, Editura Polirom, 2003. Autorul analizează viața politică românească din perioada postcomunistă.
- Democrația bine temperată. Studii instituționale, Iași, Editura Polirom, 2010.
- Grajdurile lui Augias. Rituri de purificare în posttotalitarism (Iași: Polirom, 2017); ISBN 978-973-46-7669-7 ;
- Războaiele neterminate din era Facebook (Iași: Polirom, 2019); ISBN 978-973-46-7669-9 ;
- PANDEM(i)OCRAȚIA (Iași: Institutul European, 2023); ISBN 978-606-24-0359-1;
- Iuliu Maniu în jurnalul lui Corneliu Coposu. O reinterpretare a istoriei (București: Editura fundației Academia Civică, 2023); ISBN 978-606-8924-27-4 ;
- Cum să dobori un guvern. Moțiunile de cenzură, 1993-2024  (Iași: Institutul European, 2024); ISBN 978-606-24-0388-1;

## Premii și distincții
- 1982: Premiul I pentru eseu al revistei Amfiteatru.
- 1999: Premiul ”Pro Amicitia” acordat de Uniunea Jurnaliștilor Maghiari din România.
- 1 dec. 2000: Ordinul național „Serviciul Credincios” în grad de Cavaler „pentru realizări artistice remarcabile și pentru promovarea culturii, de Ziua Națională a României”[3]
- 2002: Premiul ”Alexandra Indrieș” al ziarului Timișoara ”Pentru contribuția avută prin intermediul cuvântului scris la dezvoltarea spiritului civic, la promovarea principiilor democrației și ale statului de drept în România”.
- 2003: Premiul ”Superlativele anului” pentru carte de politologie al revistei Cuvântul, pentru volumul „Nu putem reuși decît împreună!” O istorie analitică a Convenției Democratice din România, 1989-2000 (în colaborare cu Iulia Huiu).
- mai 2011: Premiul Fundației ”Societatea civilă” pentru cea mai valoroasă lucrare pe anul 2010, pentru volumul Democrația bine temperată. Studii Instituțiionale.
- 3 iulie 2025: i se acordă titlul de Doctor Honoris Causa al Universității "Petre Andrei" din Iași.[4]
- Este cetățean de onoare al statului Maryland, SUA și al orașului Iași.